# Zero Mostel
Zero Mostel (28 de febrero de 1915 - 8 de septiembre de 1977) fue un actor y humorista teatral y cinematográfico estadounidense, conocido por la interpretación de personajes cómicos como los que hizo para El violinista en el tejado, A Funny Thing Happened on the Way to the Forum, y Los productores. Además, estuvo en la lista negra de Hollywood en la década de 1950, testificando ante el Comité de Actividades Antiestadounidenses. 

## Inicios
Su verdadero nombre era Samuel Joel Mostel, y nació en el barrio de Brooklyn, en Nueva York. Sus padres eran Israel Mostel, un judío del Este de Europa, y Cina "Celia" Druchs, también de origen judío, y nacida en Polonia. Israel tenía cuatro hijos de su anterior esposa, y tuvo otros cuatro con Cina, siendo Zero Mostel el séptimo de ellos. 
Aunque en un principio vivían en Brooklyn, la familia se mudó a Moodus, Connecticut, donde compraron una granja, que no tuvo un buen rendimiento económico. Por esa razón volvieron a Nueva York, donde Mostel estudió en una escuela pública. En esa época Mostel inició una afición por el dibujo y la pintura que mantendría a lo largo de toda su vida. Por esa razón también se inició como pintor gracias a The Educational Alliance. 
Mostel también siguió estudios en el City College of New York, y perteneció al Reserve Officers' Training Corps, donde destacó por su sentido del humor.
En 1935 consiguió su título de grado, continuando sus estudios artísticos y entrando en el programa Public Works of Art Project (PWAP), que le pagaba un sueldo por enseñar arte. 
En 1939 Mostel se casó con Clara Sverd, de la que se separó en 1941 y se divorció en 1944.

## Carrera

### Primeros papeles cómicos
Parte de las obligaciones de Mostel con el PWAP consistían en dar charlas en los museos de Nueva York. En estas conferencias Mostel no escondía sus dotes cómicas, y acabó siendo conocido gracias a las mismas. Su reputación iba en aumento, y era invitado a reuniones sociales y otros eventos en los cuales mezclaba el humor con los comentarios sociales. Esta última característica jugaría un importante papel cuando fue incluido en la lista negra de Hollywood más adelante. 
En 1941, el Café Society—un nightclub de Manhattan—ofreció a Mostel la oportunidad de ser humorista profesional y actuar de manera regular. Mostel aceptó, pasando a ser la principal atracción del Café Society. En este local adoptó el nombre artístico de Zero (Zee para sus amigos).

### Ascenso en su carrera
El ascenso en la popularidad de Mostel fue rápido. En 1942 su salario en el Café Society pasó de 40 a 450 dólares semanales, actuó en shows radiofónicos, trabajó en dos espectáculos en Broadway (Keep Them Laughing, Top-Notchers), actuó en el Teatro Paramount, e intervino en una película de MGM (Du Barry Was a Lady), entre otras actividades. Además hizo cameos en el ambiente teatral Yiddish. En 1943, la revista Life lo describió como “el estadounidense vivo más divertido.” 
En marzo de 1943 Mostel entró en el Ejército, siendo licenciado tras haber colaborado hasta 1945 con la United Service Organizations para dar entretenimiento a las tropas. 
Mostel se había casado con Kathryn Cecilia Harkin, una corista, el 2 de julio de 1944. Aunque la relación entre ambos fue complicada, la pareja permaneció unida hasta el fallecimiento de Mostel. Tuvieron dos hijos: Joshua (1946, actor) y Tobias (1948). 
Tras dejar el ejército, la carrera de Mostel despegó nuevamente. Actuó en diversas obras, musicales, óperas y películas. En 1946 probó a actuar en una ópera seria, The Beggar's Opera, pero las críticas no fueron entusiastas, aunque era considerado un actor versátil, tan capaz de trabajar en una obra de Molière como en el escenario de un night-club.
Mientras tanto, sus ideas políticas hicieron que fuera investigado por el FBI. Según su ficha en el FBI, Mostel había sido visto en muchas reuniones del Partido Comunista en 1941, y era colaborador del Movimiento Free Earl Russell Browder.

### Lista negra y testimonio ante el HUAC
A pesar de su creciente popularidad y de las excelentes críticas, la carrera de Mostel sufrió un alto en los años cincuenta. El 29 de enero de 1952 Martin Berkeley le identificó ante el Comité de Actividades Antiestadounidenses (HUAC) como miembro del Partido Comunista. Mostel hubo de presentarse ante el HUAC el 14 de agosto de 1955. 
En su declaración  se negó a dar nombres, y se enfrentó al comité por motivos ideológicos, ganándose la admiración del colectivo que se encontraba en la lista negra. Sin embargo, Mostel continuó en dicha lista, y su familia debió pasar el resto de la década con escasos ingresos económicos.

### Ulysses in Nighttowny renacimiento de su carrera
En 1957, Toby Cole, agente teatral neoyorquino opuesto a la lista negra, contactó con Mostel ofreciendo ser su representante. Esta asociación sirvió para revitalizar la carrera de Mostel. El actor aceptó el papel de Leopold Bloom en Ulysses in Nighttown, obra basada en la novela Ulises. Fue una producción ajena al ámbito teatral de Broadway, representada en un pequeño teatro de la Calle Houston, pero las críticas que recibió Mostel fueron muy favorables. Gracias a su actuación, Mostel recibió el Premio Obie a la mejor interpretación fuera de Broadway en la temporada 1958–59.
Tras el éxito de Ulysses Mostel recibió muchas ofertas para interpretar papeles clásicos. Sin embargo, las diferencias artísticas con los directores y los bajos salarios impidieron que dichos proyectos se llevaran a cabo. Por otra parte, en esa época la lista negra iba perdiendo fuerza, y en 1959 actuó dos veces en el programa televisivo The Play of the Week.

### Década de 1960 y cima de su carrera
El 13 de enero de 1960 Mostel fue arrollado por un autobús, lesionándose una pierna. A fin de evitar la amputación, el actor permaneció hospitalizado cuatro meses, aceptando el riesgo de sufrir una gangrena. Aunque consiguió recuperarse, le quedaron secuelas dolorosas de por vida.
A finales de ese año Mostel tomó el papel de Estragon en una adaptación televisiva de la obra Esperando a Godot. En 1961 fue Jean en El rinoceronte, con críticas muy favorables. Con esta obra ganó el Premio Tony al Mejor Actor, a pesar de que no interpretaba el personaje principal. 
En 1962 empezó a trabajar con el papel de Pseudolus, personaje del musical de Broadway A Funny Thing Happened on the Way to the Forum, basada en la obra Pséudolo de Plauto, que sería una de sus actuaciones más recordadas. El papel fue ofrecido en primer lugar a Phil Silvers, que lo rechazó. A Mostel no le interesaba en un principio, aunque finalmente fue convencido por su esposa y su agente. Las críticas fueron excelentes, y el show tuvo un gran éxito comercial, haciéndose un total de 964 funciones, y convirtiendo a Mostel en una estrella. Por el papel ganó el Premio Tony al Mejor Actor en un Musical. Mostel también participó en la versión cinematográfica rodada en 1966. 
El 22 de septiembre de 1964 Mostel interpretó a Tevye en la producción original en Broadway de El violinista en el tejado. El respeto de Mostel por el trabajo de Sholem Aleijem le hizo insistir para que se incorporara al musical el estilo y el humor del autor. Además creó los sonidos Hazzan que hicieron famosas a canciones como “If I Were a Rich Man”. En años posteriores, los intérpretes de Tevye invariablemente respetaban la puesta en escena original. El show recibió críticas entusiastas y fue un éxito comercial, representándose en un total de 3242 ocasiones. Mostel recibió un nuevo Tony y fue invitado a una recepción en la Casa Blanca, finalizando así de manera oficial su exclusión política. 
En 1967 Mostel fue Potemkin en Great Catherine, y en 1968 hizo uno de sus papeles más famosos, el de Max Bialystock en Los productores, film dirigido por Mel Brooks. Su actuación recibió críticas variadas, y el film no tuvo un gran éxito, aunque con el tiempo alcanzó el estatus de película de culto.

## Últimos años
En su última década Mostel mostraba poco entusiasmo por mejorar artísticamente, y elegía los papeles fundamentalmente por consideraciones económicas. Como resultado de ello participó en películas en las cuales cosechó críticas dispares, entre ellas The Great Bank Robbery, The Angel Levine, Once Upon a Scoundrel, y Mastermind. Esto ocasionó la devaluación de su figura, y su presencia en una producción dejó de ser sinónimo de éxito.
Hubo algunas excepciones, sin embargo: la versión filmada de El rinoceronte, The Front (film sobre un artista incluido en la lista negra, y por el cual fue nominado a un BAFTA al mejor actor de reparto), y las reposiciones teatrales de El violinista y Ulysses in Nighttown. También tuvo actuaciones memorables en programas infantiles como Sesame Street y The Electric Company, y dio voz a la gaviota Kehaar en la película de animación Watership Down. Asimismo fue artista invitado en la segunda temporada de The Muppet Show. 
En los últimos cuatro meses de su vida Mostel siguió una dieta con la que perdió 40 kilos de peso. En los ensayos de la nueva obra The Merchant (en la cual Mostel interpretaba una recreación del Shylock de Shakespeare) en Filadelfia, sufrió un colapso en su camerino y fue  trasladado al Hospital Thomas Jefferson University. Se le diagnosticó un problema respiratorio, aunque  su pronóstico, en principio, fue bueno. Sin embargo, el 8 de septiembre de 1977 sufrió un empeoramiento y falleció por la tarde. Se estimó como causa probable de su muerte un aneurisma de aorta.
Los restos de Mostel fueron incinerados, y sus cenizas se depositaron en un lugar no conocido al público.

## Actuaciones

### Teatro
- Cafe Crown (1942)
- Keep 'em Laughing (1942)
- Top-Notchers (1942)
- Concert Varieties (1945)
- Beggar's Holiday (1946)
- Flight Into Egypt (1952)
- Lunatics and Lovers (1954) (reemplazando a Buddy Hackett)
- Good as Gold (1957)
- Ulysses in Nighttown (1958)
- The Good Soup (1960) (fue reemplazado antes del estreno por Jules Munshin debido al accidente en el que se rompió la pierna)
- El rinoceronte (1961)
- A Funny Thing Happened on the Way to the Forum (1962)
- El violinista en el tejado (1964)
- Ulysses in Nighttown (1974)
- El violinista en el tejado (1976)

### Cine
- Du Barry Was a Lady (1943)
- Panic in the Streets (Pánico en las calles) (1950)
- The Enforcer (Sin conciencia) (1951)
- Sirocco (1951)
- Mr. Belvedere Rings the Bell (1951)
- The Guy Who Came Back (1951)
- The Model and the Marriage Broker (1951)
- Waiting for Godot (1961)
- A Funny Thing Happened on the Way to the Forum  (1966)
- Children of the Exodus (1967) (corto) (narrador)
- Los productores (1968)
- Great Catherine (1968)
- The Great Bank Robbery (1969)
- The Angel Levine (1970)
- The Hot Rock (Un diamante al rojo vivo) (1972)
- Once Upon a Scoundrel (1973)
- Marco (1973)
- Rhinoceros (1974)
- Fore Play (1975)
- Journey into Fear (1975)
- Mastermind (1976)
- The Front (1976)
- Hollywood on Trial (1976) (documental)
- Watership Down (Orejas largas) (1978) (voz)
- Best Boy (1979) (documental)